# ジョン・ベン
ジョン・ベン（ジョン・ヴェン、John Venn FRS、1834年8月4日 - 1923年4月4日）は、イギリスの論理学者・哲学者。ベン図の考案者として知られ、その成果は集合論、確率、論理学、統計学、計算機科学をはじめ、様々な分野で利用されている。

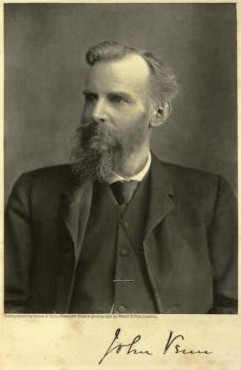
ジョン・ベンのサイン

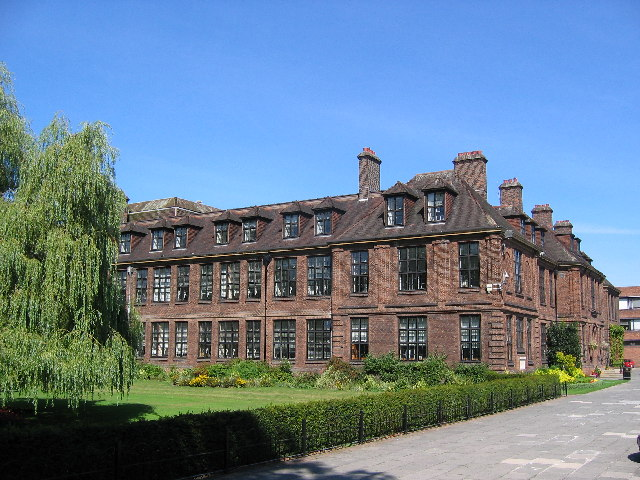
ハル大学のベン・ビルディング

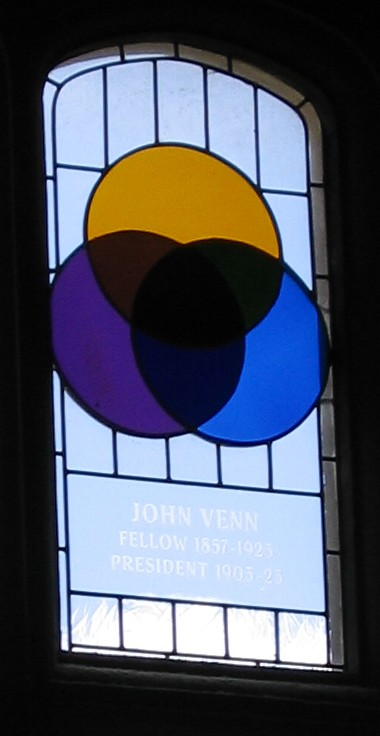
ゴンヴィル・アンド・キーズ・カレッジのステンドグラス

## 生い立ち
1834年8月4日、イギリスのヨークシャー州キングストン・アポン・ハルで、ドライプール地区司教ヘンリー・ベンとマルタ・サイクス夫妻の間に生まれた。母は3歳のときに死去した。家系に従い祖父ジョンと同じ聖公会に所属し、1859年に司教となり、ハートフォードシャー州チェスハント、次いでサリー州モートレイクに勤めた。
幼少時は家庭教師から教育を受けていたが、1853年からケンブリッジ大学のゴンヴィル・アンド・キーズ・カレッジに学び、1857年に数学の学位を取得した。1862年、フェロー研究員としてケンブリッジへ戻り、倫理科学 (Moral science) の講師を務めるともに、論理学及び確率論を研究・教授した。
1868年、スザンナ・カーネギー・エドモンストーンと結婚し、一人息子ジョン・アーチボルド・ベンをもうけている。
1883年、自らの哲学と聖公会主義は矛盾すると結論し、聖職を退任した。また同年王立協会フェロー研究員に選出され、ケンブリッジ大学からはSc.D.（上位博士号）を授与されている。
1923年に死去したが死因は明らかでない。
生誕180周年となった2014年8月4日には、グーグル検索画面のロゴ (Google Doodle) としてベン図が使用された。

## 記念施設
- ハル大学には、ベンを記念した1928年建設のベン・ビルディング (Venn Building) がある。
- ゴンヴィル・アンド・キーズ・カレッジの食堂の窓には、ベンの業績を記念して、ベン図をデザインしたステンドグラスがある。

## 主な著作
- Venn, John (January 1876). “Consistency and Real Inference”. Mind 1 (1).
- Venn, John (1881). Symbolic Logic. London: Macmillan and Company. ISBN 1-4212-6044-1
- Venn, John (1880). “On the Employment of Geometrical Diagrams for the Sensible Representation of Logical Propositions”. Proceedings of the Cambridge Philosophical Society 4:  47–59.
- The Logic of Chance: An Essay on the Foundations and Province of the Theory of Probability
  - 初版（1866年）、第2版（1876年）、第3版（1888年）
- Venn, John (1901). Caius College. London: F. E. Robinson & Co.
- John Caius,  John Venn (1904). The Annals of Gonville and Caius College. Printed for the Cambridge Antiquarian Society, sold by Deighton, Bell & Co. (1904) – by John Caius, edited by John Venn